# Feneu
Feneu är en kommun i departementet Maine-et-Loire i regionen Pays de la Loire i nordvästra Frankrike. Kommunen ligger i kantonen Tiercé som tillhör arrondissementet Angers. År 2022 hade Feneu 2 216 invånare.

## Befolkningsutveckling
Antalet invånare i kommunen Feneu
| Referens: INSEE |